# André Bardow

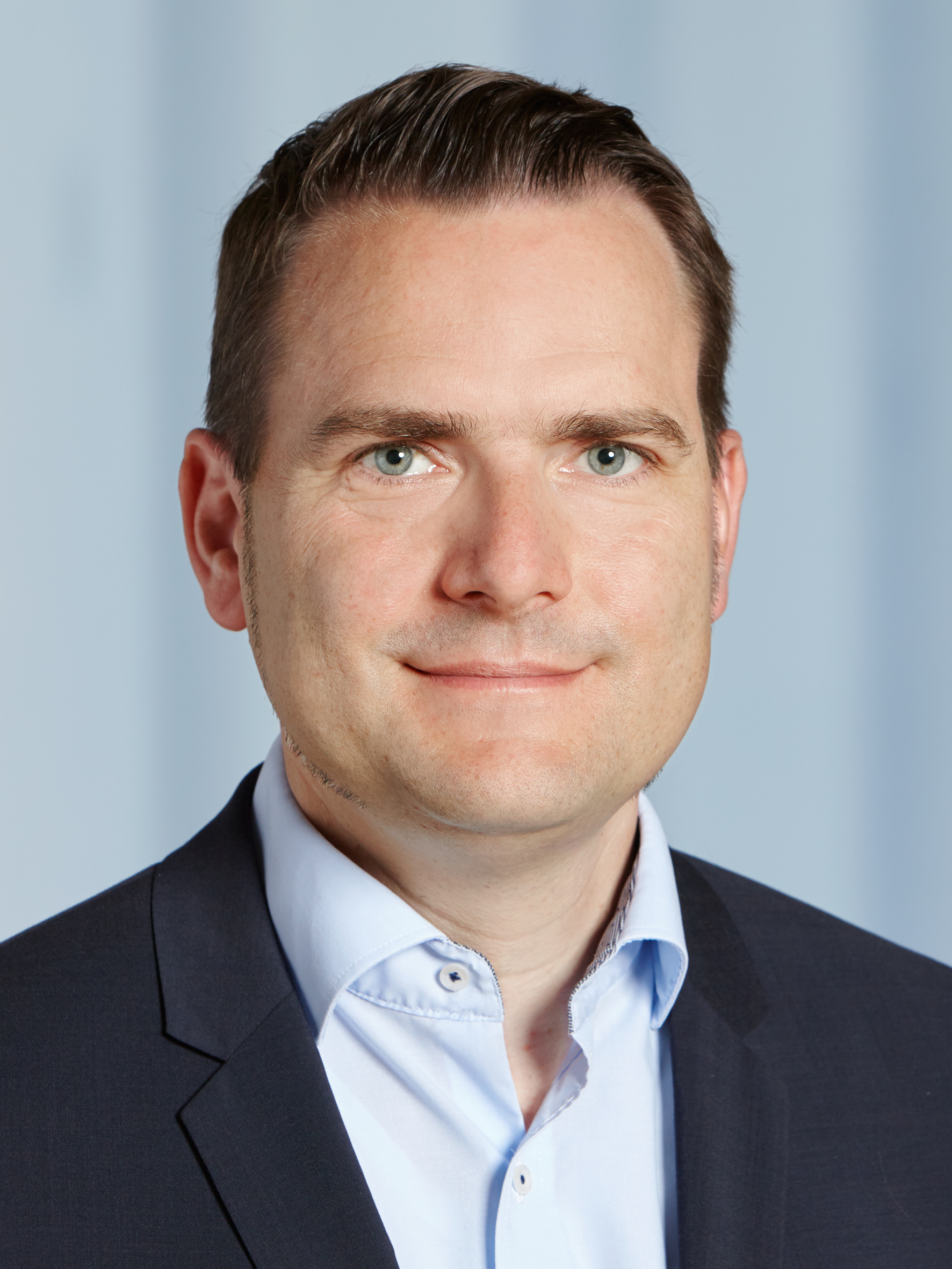
André Bardow, 2020

André Bardow (* 25. September 1974 in Marl) ist ein deutscher Maschinenbauer und Hochschullehrer. Er ist Professor für Energie- und Prozesssystemtechnik an der ETH Zürich.

## Leben
Von 1994 bis 1999 studierte Bardow Maschinenbau an der RWTH Aachen und an der Carnegie Mellon University in Pittsburgh, USA. Als Gastwissenschaftler arbeitete er 2002 am Institut für Chemieingenieurwesen der Polnischen Akademie der Wissenschaften in Gliwice in Polen. Im Jahre 2004 folgte seine Promotion zum Dr.-Ing. am Lehrstuhl für Prozesstechnik an der RWTH Aachen. Anschließend war Bardow ein Jahr (2005/06) als Postdoc am Institut für Polymere an der ETH Zürich angestellt und wurde 2007 Oberingenieur am Lehrstuhl für Prozesstechnik an der RWTH Aachen. Danach war er von 2007 bis 2010 Assistant/Associate Professor für Trenntechnik an der TU Delft, Niederlande. Ab April 2010 war er Professor und Inhaber des Lehrstuhls für Technische Thermodynamik in Aachen. Im September 2019 gab die ETH Zürich bekannt, dass er zum ordentlichen Professor für Energie- und Prozesssystemtechnik ernannt wird.

## Preise
- 2009: Arnold-Eucken-Preis der VDI-GVC
- 2016: Covestro Science Award[3]

## Werke (Auswahl)
- André Bardow, Volker Göke, Hans-Jürgen Koß, Klaus Lucas und Wolfgang Marquardt: Model-based determination of ternary diffusion coefficients by 1-D Raman spectroscopy, International Workshop “Transport in Fluid Multiphase Systems: From Experimental Data to Mechanistic Models”, RWTH Aachen University, 2004
- Thomas Schweizer und André Bardow: The role of instrument compliance in normal force measurements of polymer melts, Rheologica Acta, 45(4):393-402, 2006.
- André Bardow, Volker Göke, Hans-Jürgen Koß, Klaus Lucas und Wolfgang Marquardt: Concentration-dependent diffusion coefficients from a single experiment using model-based Raman spectroscopy, Fluid Phase Equilibria, 228-229:357-366, 2005.
- André Bardow und Wolfgang Marquardt: Identification of diffusive transport by means of an incremental approach, Computers & Chemical Engineering, 28(5):585-595, 2004
- André Bardow und Wolfgang Marquardt: Incremental and simultaneous identification of reaction kinetics: methods and comparison,  Chemical Engineering Science, 59(13):2673-2684, 2004.